# 30245 Paigesmith
30245 Paigesmith este un asteroid din centura principală de asteroizi.

## Descriere
30245 Paigesmith este un asteroid din centura principală de asteroizi. A fost descoperit pe 28 aprilie 2000 la Socorro, New Mexico, în cadrul proiectului LINEAR. Asteroidul prezintă o orbită caracterizată de o semiaxă mare de 2,57 ua, o excentricitate de 0,11 și o înclinație de 6,4° în raport cu ecliptica.